# Reggada
Reggada  (in arabo الركادة‎?) è un centro abitato e comune rurale del Marocco situato nella provincia di Tiznit, regione di Souss-Massa. Conta una popolazione di 13 284 abitanti (censimento 2014).